# Andy Sannella
Anthony G. "Andy" Sannella, född den 11 mars 1900 i Indiana, död den 10 december 1962 i New York, var en amerikansk musiker och orkesterledare.
Sannella var multiinstrumentalist och trakterade, enligt jazzhistorikern John Chilton, bland annat fiol, piano, orgel, klarinett, altsaxofon, gitarr (främst hawaiigitarr), banjo och vibrafon. Emellanåt framträdde han även som sångare.

## Med Ray Miller och andra orkesterledare
Av de många instrument han skulle komma att behärska började Sannella vid tio års ålder med studier på gitarr och fiol. Efter tjänstgöring i amerikanska marinen under första världskriget verkade han 1920–22 som violinist och altsaxofonist i olika orkestrar i Panama City innan han återvände till USA och började en musikerkarriär i New York. Här spelade han blands annat med orkesterledarna Dan Gregory, Mike Markel och Ray Miller. Med den sistnämnda orkestern – vilken vid denna tid rymde jazzstorheter som Miff Mole och Frank Trumbauer – förefaller Sannella (enligt Brian Rusts diskografier) ha gjort sina tidigaste belagda skivinspelningar 1923–25 (flera av dessa finns återutgivna på CD av bolaget Timeless). Sannella spelar här främst klarinett och altsaxofon, men kan även höras som solist på basklarinett i I Can't Get The One I Want (Brunswick 2643). Med Millers orkester samt sångaren Al Jolson deltog Sannella också vid en av samtida press vida uppmärksammad konsert i Vita husets trädgård inför presidentparet Coolidge i oktober 1924. Detta var första gången en jazzorkester framträdde i presidentens residens.

## Som studiomusiker

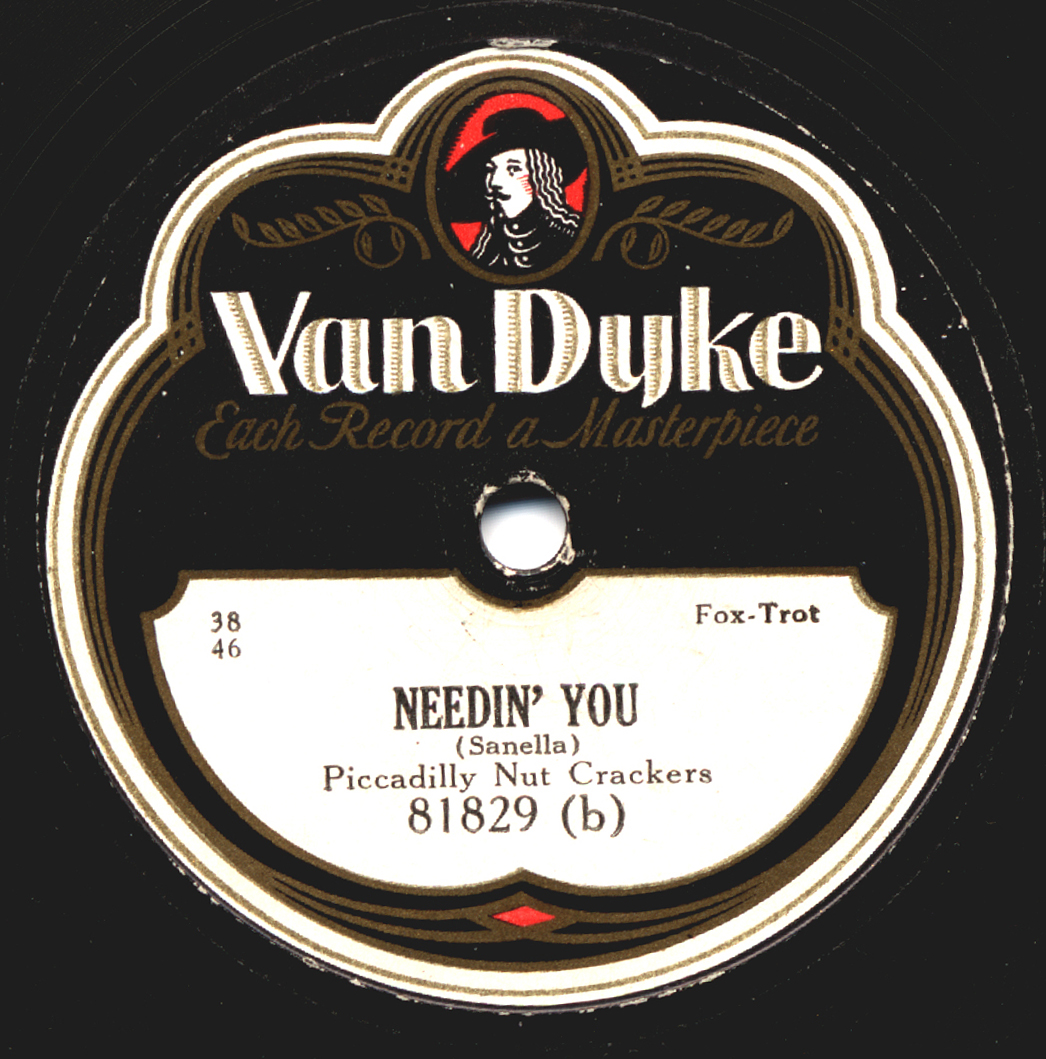
Etiketten till Van Dyke-utgåvan av Sannellas komposition Needin' You. Bakom orkesterpseudonymen "Piccadilly Nut Crackers" döljer sig egentligen en kvintett med Sannella själv som huvudsolist.

Från och med senare hälften av 1920-talet förefaller Sannella allt mer ha fokuserat på arbete som studiomusiker snarare än som medlem av ordinarie orkestrar. Han anlitades under dessa år flitigt av ett stort antal "husdirigenter" inom olika skivbolag såsom Nat Shilkret och Leonard Joy (båda Victor), Ben Selvin (Columbia), Adrian Schubert (Banner och därtill kopplade märken) och Bert Hirsch (Hit Of The Week) (Sannella medverkar också på många inspelningar med Sam Lanin, men det är inte känt om han även framträdde "live" med dennes orkester). Han ingick också i mindre studiogrupper som ackompanjerade populära sångare som Art Gillham, Cliff Edwards, Frank Crumit och Johnny Marvin.
I många av ovanstående orkestrar arbetade Sannella tillsammans med samma kärna av medmusiker, däribland icke minst trumpetaren Mike Mosiello, från vilken Sannella under dessa år synes ha varit närmast oskiljaktig och vilken han i en intervju kort före sin död ännu talade med stor beundran om. Mosiello och Sannella utgjorde även – tillsammans med bland annat dragspelaren Charles Magnante – ett par av kärnmusikerna i den krets som åren 1926–30 gjorde otaliga, oftast anonyma inspelningar för lågprisbolaget Grey Gull. Här växlar Sannella ofta på en och samma inspelning mellan sina tre huvudinstrument klarinett, altsaxofon och hawaiigitarr på ett sätt som bidrager till att ge Grey Gulls utgåvor ett specifikt sound jämfört med många andra skivbolags. Liksom Mosiello framträder han här också ibland som kompositör av specialskrivna stycken till skivornas B-sidor, ofta med nummer där han själv är huvudsolist såsom i Needin' You (Van Dyke 81829) och Sleeping Birds (Grey Gull 1738 m.fl. utgåvor).

## Inspelningar i eget namn

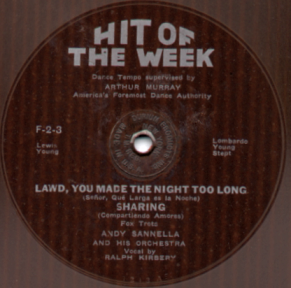
Hit of the Week-skiva med Sannellas orkester.

Sannella gjorde under 1920-talets slut och början av 1930-talet också åtskilliga inspelningar under eget namn. För bland annat Harmony, Columbia, Okeh, Victor och Hit Of The Week spelade han in jazzig dans- och schlagermusik med orkestrar i alla format från sin "All Star Trio" till storband, men han gjorde även soloinspelningar som hawaiigitarrist, av vilka kopplingen Sliding On The Frets och Blues Of The Guitar från 1929 (Brunswick 4484) hör till de mest kända och även gavs ut i Europa vid denna tid (Slidin' On The frets har även återutgivits på CD).
Genom dessa inspelningar blev Sannellas namn uppenbarligen känt nog för att instrumenttillverkaren Selmer skulle använda hans foto i sina annonser.

## Senare karriär: radio, teater och TV
Efter 1932 blev Sannellas medverkan på skivinspelningar allt ovanligare. I stället återfanns han i radio där han bland annat dirigerade orkestern i ett program på NBC sponsrat av chokladtillverkaren Whitman. I slutet av 1940-talet medverkade han också regelbundet i ett av TV-bolaget CBS' program. Han hade då huvudsakligen övergått till att framträda som pianist och organist. Han var också dirigent för ett antal Broadwayshower.
Sannella gjorde enstaka skivinspelningar ändå fram på 1950-talet. Till hans sista utgåvor hör en LP med "easy listening-musik" kallad The Girl Friends  (Everest SDBR-1005, utgiven 1958), där han tolkar ett antal schlager och jazzstandards, vilka alla har det gemensamt att de har kvinnonamn som titlar.
Andy Sannella avled plötsligt av ett epileptiskt anfall på en gata i New York 1962.

## Musikalisk stil
Sannella spelade såväl klarinett som saxofon med en mycket lättidentifierad personlig stil – oavsett om han spelar mjukt flödande eller i snabba virtuositetsuppvisningar – utmärkt av en fyllig ton och ett ovanligt flitigt bruk av instrumentens lägre register. Stundtals använde han sig också av den effekt som kallas "slap-tongue" och går ut på att åstadkomma en "smackande" ljudeffekt med själva rörbladet.
Som hawaiigitarrist var Sannella en virtuos utnyttjare av slide-effekter.